# CMF (химиотерапия)
CMF в контексте химиотерапии — это принятый в онкомаммологии акроним для названия одного из режимов химиотерапии, ранее широко использовавшегося в лечении рака молочной железы. Режим CMF состоит из применения трёх цитостатиков: циклофосфамида — (C)yclophosphamide, метотрексата — (M)ethotrexate и фторурацила — (F)luorouracil.
После появления режимов, содержащих антрациклиновые антибиотики (доксорубицин, эпирубицин, идарубицин, митоксантрон), режим CMF перестал считаться самым эффективным режимом химиотерапии рака молочной железы. Однако, тем не менее, он сохраняет своё значение при лечении внутрипротокового рака молочной железы у пожилых больных и больных с сердечно-сосудистыми заболеваниями, которым нельзя применять антрациклины. Также он может иметь применение при лечении эстроген-рецептор-негативного и одновременно андроген-рецептор-позитивного внутрипротокового рака молочной железы с экспрессией GATA3.
Этот режим химиотерапии был разработан на основе идей, подсказанных высокоэффективным режимом COPP при лечении лимфогранулематоза.

## Метод лечения
Лечение по протоколу CMF проводится с интервалами 4 недели (28 дней). В дни 1 и 8 каждого цикла метотрексат и 5-фторурацил вводятся внутривенно инъекционно. Циклофосфамид может также вводиться внутривенно в те же дни, либо может назначаться внутрь в виде таблеток в течение первых 14 дней каждого цикла. Однако при пероральном приёме циклофосфамида отмечается больше тошноты и рвоты.

## Побочные эффекты
Побочные эффекты химиотерапии по протоколу CMF включают в себя:
- тошноту;
- усталость;
- стоматит;
- инфекционные осложнения;
- диарею;
- алопецию;
- бесплодие.